# ピーター・ペトロフ
ピーター・ペトロフ（Petr Petrov、1983年3月28日 - ）は、ロシアのプロボクサー。リャザン州リャザン出身。拠点としているスペインのマドリード在住。

## 来歴
2000年11月10日、カンタブリア州サンタンデールでデビュー戦としてフェザー級4回戦を行い、4回判定勝ちを収めた。
2002年7月12日、マドリード州パルラでフランシスコ・ノハレスとライト級6回戦を行い、6回判定で引き分けた。
2003年9月5日、ムルシア州でウバデル・ソトとライト級6回戦を行い、プロ初敗戦となる6回1-2の判定負けを喫した。
2004年1月23日、カタルーニャ州タラゴナ県タラゴナでウバデル・ソトとライト級6回戦を行い、6回判定勝ちを収めた。
2007年3月2日、バスク州レグティアノのポリデポルティーボ・ムニシパルでイグナシオ・メンドーサとWBCラテンアメリカスーパーフェザー級王座決定戦を行い、12回判定で引き分けた為、王座獲得に失敗した。
2007年10月20日、ハレのゲリー・ウェバー・シュタディオンでビタリ・タイベルトとライト級8回戦を行い、8回判定負けを喫した。
2010年11月26日、マドリード州レガネスでWBCラテンアメリカライト級暫定王座決定戦を行い、7回TKO勝ちを収め王座獲得に成功した。
2011年9月23日、ブエノスアイレス州ホセ・レオン・スアレスでWBA世界スーパーライト級王者マルコス・マイダナと対戦し、4回2分44秒KO負けを喫し王座獲得に失敗した。
2012年2月11日、トレド県イジェスカスでセルヒオ・ホセ・オリヴァスと対戦し、初回TKO勝ちを収めWBCラテンアメリカライト級暫定王座の初防衛に成功した。
2013年4月13日、バールでWBCインターナショナルライト級王者のデヤン・ズラチカニンと対戦し、12回0-3（111-118、113-117、114-116）の判定負けを喫し王座獲得に失敗した。
2014年3月28日、ノースダコタ州ニュータウンで行われた「Boxcino 2014」ライト級準決勝でクリス・ラッドと対戦し、4回51秒TKO勝ちを収め決勝進出した。
2014年5月23日、ニューヨーク州ベローナのターニング・ストーン・リゾート&カジノ内ターニング・ストーン・イベント・センターで行われた「Boxcino 2014」ライト級決勝でフェルナンド・カルカモとNABA北米ライト級王座決定戦並びにNABO北米ライト級暫定王座決定戦を行い、8回40秒TKO勝ちを収めNABA王座、NABO暫定王座の獲得に成功、「Boxcino 2014」ライト級トーナメント優勝を果たした。
2015年4月3日、カリフォルニア州コロナで自身の持つNABA北米ライト級王座と空位のNABO北米ライト級王座を懸け元WBC世界スーパーフェザー級王者ガマリエル・ディアスと対戦し、10回3-0（98-89、97-90が2者）の判定勝ちを収めNABA王座の初防衛、NABO王座の初防衛に成功した。
2016年5月6日、ラスベガスのT-モバイル・アリーナで自身の持つNABA北米ライト級王座と空位のNABF北米ライト級王座を懸けマルビン・キンテロと対戦し、6回TKO勝ちを収めNABA王座の2度目の防衛、NABF王座の獲得に成功した。
2016年7月14日、WBAは最新ランキングを発表し、ペトロフをWBA世界ライト級4位にランクインした。
2016年9月30日、カリフォルニア州インディオのファンタジー・スプリングス・リゾート・カジノでWBA世界ライト級3位のマイケル・ペレスとWBA世界ライト級挑戦者決定戦を行い、ペレスの6回終了時棄権によりWBA世界ライト級王座への挑戦権獲得に成功した。
2017年3月18日、WBOは最新ランキングを発表し、ペトロフをWBO世界ライト級2位にランクインした。
2017年4月8日、マンチェスター・アリーナでWBO世界ライト級王者のテリー・フラナガンと対戦し、12回0-3（112-116、108-120、110-118）の判定負けを喫し王座獲得に失敗した。

## 獲得タイトル
- WBCラテンアメリカライト級暫定王座
- NABA北米ライト級王座
- NABO北米ライト級暫定王座
- NABO北米ライト級王座
- 「Boxcino 2014」ライト級優勝
- NABF北米ライト級王座